# Rho (eiland)

Rho ligt bij Kastelorizo

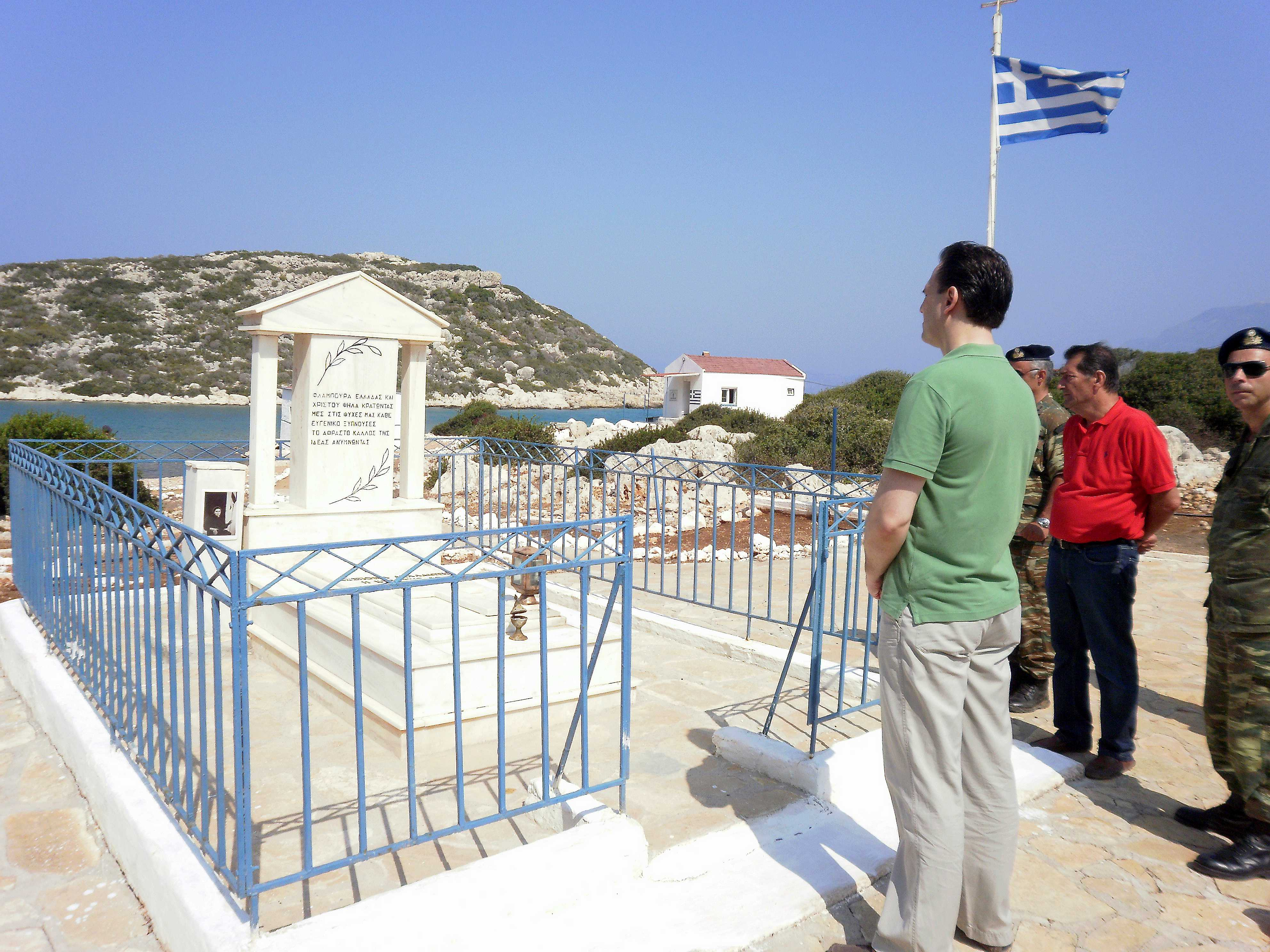
Het graf van de Dame van Rho

Rho (Grieks: Ρω) is een Grieks eiland, in de oostelijke Middellandse Zee, deel uitmakend van de Dodekanesos, nabij het eiland Kastelorizo en minder dan 800 meter van de Turkse kust.
Rho was voor het grootste deel van zijn geschiedenis onbewoond, maar één Griekse patriotte die op het eiland woonde, Despina Achladioti (overleden in 1982), maakte het eiland beroemd. Elke dag hees deze "Dame van Rho" de Griekse vlag die vanaf de Turkse kust goed zichtbaar was. Turkije betwist immers de soevereiniteit van Griekenland over een aantal, veelal onbewoonde, eilanden voor de Turkse kust. Op dit ogenblik is een kleine militaire eenheid van het Griekse leger op het eiland gestationeerd.